# Platja de Xelin
La platja de Xelin, o platgeta de Xelin, és una platja natural del municipi de l'Ametlla de Mar (Baix Ebre), situada entre el nucli de la població i la urbanització de les Tres Cales, a llevant de la urbanització la Cala Nova, que la separa de la platja de l'Estany Tort, en un entorn natural, format per roques on hi neixen pinars i matollars. Té una longitud de 126 metres i una amplada mitjana de 28 metres, formada per sorra gruixuda, grava i còdols. Al fons marí hi ha formacions rocoses, colònies de posidònies i abundants moles de peixos joves, que la fan d'interès per al submarinisme i snorkel. S'hi accedeix per una rampa des del camí de ronda, que coincideix amb el sender GR-92, i des d'un aparcament proper. S'hi practica el nudisme.